# Avaros (Numancia)
Avaros o Avaro (m. 133 a. C.) fue un representante numantino, más que un caudillo.
Durante el asedio al que fue sometida su ciudad por parte de los romanos durante la Guerra Numantina, Avaros fue destinado al frente de una embajada de cinco hombres que debía parlamentar con el general Escipión Emiliano. Su figura es especialmente conocida por el cruel final que le tuvo reservado el destino. Después de hablar con Escipión, y de que este le obligara a que la ciudad depusiera las armas y se entregara para que sus habitantes fueran tratados con mesura, Avaros presentó las condiciones a sus conciudadanos. Los numantinos dudaron de las palabras de Avaros y los otros cinco embajadores, y pensando que habían negociado con Escipión únicamente su seguridad personal, les dieron muerte.